# 前田案山子
前田 案山子（まえだ かがし、文政11年2月23日（1828年4月7日） - 明治37年（1904年）7月20日）は、日本の政治家。自由民権運動家。衆議院議員（1期）。
夏目漱石の『草枕』に登場する「志保田の隠居」のモデルである。

## 生涯
肥後国玉名郡小天村（現熊本県玉名市）の豪族・前田惟鑑の第三子として生まれる。 幼名を一角、長じて覚之助を名乗る。武術に優れ、槍の名手と言われ、25歳で肥後藩士となり、細川家の槍術指南を務める。
1877年（明治10年）富岡敬明県令から熊本県第七大区（玉名郡南半分）区長に任命。小天村の男子を集めて人民保護隊と名付け、西南戦争に際しては、中立党を設けた。1878年（明治11年）に小天の山麓に温泉を発見し、別荘を建設、犬養木堂、植木枝盛、中江兆民、頭山満など、多くの活動家が訪れた（のちに夏目漱石が投宿し、ここを舞台に小説『草枕』を執筆した）。 1890年（明治23年）7月1日、第1回衆議院議員総選挙熊本1区当選。 11月20日、佐々友房、木下助之、古荘嘉門、頭山満らと国民自由党を結成。1892年（明治25年）2月15日、第2回衆議院議員総選挙に立候補せず、引退。
1901年（明治34年）、長男の選挙準備をきっかけに子供たちの間で財産分与に関する諍いが起こり、翌年裁判沙汰となる。財産分配は本家（長男と次男）6、隠居（案山子）4と決まり、案山子は別荘に移り、他は分家となった。同年、本家が焼失、次男病死。1904年（明治37年） 7月20日死去。

## 家族
- 妻 - きよ（?-1907年）
- 長女 - シゲ
- 長男 - 下學（1859年生まれ。政治運動家で条約改正運動などに活躍。夏目漱石『草枕』の「兄さん」のモデル。妻フミは案山子の元妾で、次男・清人の妾ハナの姉[2]）。
- 次男 - 清人（1864年-1902年）
- 次女 - 卓（ツナ）（1867年生まれ。『草枕』の「那美」のモデルとなった女性。中国同盟会の機関誌『民報』の運営に関与）。
- 三女 - 槌（ツチ）（1871年生まれ。アジア主義者・政治運動家の宮崎滔天の妻）
- 三男 - 行蔵（1874年生まれ。剣道に優れ、滔天のシャム移民団計画に従ってタイに移住[2]）
- 四男 - 九二四郎（1877年生まれ。心霊治療師となる[2]）
- 次男の妾 - ハナ（1865年ころ-1929年。のちに上京し、三味線弾きで糊口を凌ぐ[2]）
- 四女（養子） - 利子（1894年生まれ。次男・清人とハナの子）
- 五男（養子） - 覚之助（1896年生まれ。清人とハナの子）
- 六男（養子） - 利鎌（1898年-1931年。清人とハナの子[矛盾 ⇔ 前田利鎌]。上京後、姉・卓の養子となる。剣道と禅に通じ、夏目漱石の弟子として松岡譲らとも親交。東京工業大学教授を務めたが、30代で病死[2]）
- 孫 - 平井三男（長女シゲの三男、元山口県知事）。
- 孫 - 宮崎龍介（三女ツチ・宮崎滔天の子、政治運動家。柳原白蓮と駆け落ちした白蓮事件で知られる。）